# 본과
본과(本科)란 학교(대학, 대학원 등을 포함한다)에서 정규 졸업을 목표로 하는 과정이다. 4년제 등 본과는 교육에서 부속 과정이 있는 학교 교과 과정에서 근본이 되는 단계이다. 졸업이 목표가 아닌 상급 단계 등을 목표로 하여 본과보다 수업연한(최소한 필요한 재학기간)이 단기간인 예과 혹은 별과나 학교를 졸업한 사람을 대상으로 하는 전공 학과에 비해 사용되는 경우가 많은 용어이다.
본과는 학교(學校) 교육(敎育) 과정(過程)에서 주축이 되는 과정(過程)이다.
모든 대학교 등 학교는 원칙적으로 본과를 둔다. 재학생은 본과를 졸업하면 상급학교(대학원)로 진학할 자격을 얻을 수 있다.

## 같이 보기
- 예과
- 의예과
- 대학예과